# Novumbra hubbsi
Novumbra hubbsi is een straalvinnige vissensoort uit de familie van de hondsvissen (Umbridae). De wetenschappelijke naam van de soort is voor het eerst geldig gepubliceerd in 1929 door Schultz.